# Наньчжан
Наньчжа́н (кит. упр. 南漳, пиньинь Nánzhāng) — уезд городского округа Сянъян провинции Хубэй (КНР).

## История
Во времена империи Северная Чжоу в этих местах был создан уезд Сыань (思安县). При империи Суй он был в 598 году переименован в Наньчжан по тогдашнему названию протекающей здесь реки.
В 1949 году был образован Специальный район Сянъян, и уезд вошёл в его состав. В 1970 год Специальный район Сянъян был переименован в Округ Сянъян (襄阳地区).
В 1983 году решением Госсовета КНР город Сянфань и округ Сянъян были объединены в городской округ Сянфань.
В 2010 году решением Госсовета КНР городской округ Сянфань был переименован в Сянъян.

## Административное деление
Уезд делится на 10 посёлков.

## Транспорт
Через уезд Наньчжан проходит высокоскоростная железная дорога Чжэнчжоу — Ваньчжоу. Для её обслуживания в уезде в 2021 году построен тоннель Гаоцзяпин длиной более 5,5 км. 